# Hans Nansen
Pour les articles homonymes, voir Nansen.
Hans Nansen, né le 28 novembre 1598 et mort le 12 novembre 1667, est un commerçant, homme d'État et explorateur danois.
Il est l'un des premiers explorateurs de la région de la mer Blanche de l'océan Arctique. Par la suite, il s'installe à Copenhague et devient maire de la ville en 1654. 